# Copenhagen International Film Festival
Il Copenhagen International Film Festival (CIFF) è stato un festival cinematografico tenutosi ogni anno a Copenaghen, in Danimarca, dal 2003 al 2008. Il premio principale, il Cigno d'oro, era assegnato al miglior film, al miglior regista, alla migliore attrice, al miglior attore, alla migliore sceneggiatura e alla migliore fotografia. Nel 2009 il CIFF si è unito con il NatFilm Festival per diventare il festival cinematografico CPH PIX.

## Vincitori
| Anno | Miglior film                            | Miglior regista                                   | Miglior attrice                                   | Miglior attore                                 | Miglior sceneggiatura                  | Miglior direttore della fotografia      | Miglior regista donna                     | Politiken Audience Award                               | Premio alla carriera      |
| ---- | --------------------------------------- | ------------------------------------------------- | ------------------------------------------------- | ---------------------------------------------- | -------------------------------------- | --------------------------------------- | ----------------------------------------- | ------------------------------------------------------ | ------------------------- |
| 2003 | Angeli ribelli di Aisling Walsh         | Bent Hamer (Kitchen Stories - Racconti di cucina) | Stephanie Léon (Bagland)                          | Kristoffer Joner (Himmelfald)                  |                                        |                                         |                                           | L'abisso (Torben Skjødt Jensen)                        | Vera Gebuhr Gabriel Axel  |
| 2004 | Babusja di Lidija Bobrova               | Nimród Antal (Kontroll)                           | Anna Maria Mühe (Was nützt die Liebe in Gedanken) | Luis Tosar (Ti do i miei occhi)                | Lidija Bobrova (Babusja)               | Gyula Pados (Kontroll)                  | Guka Omarova (Sergej Vladimirovič Bodrov) | Kongekabale (Nicolaj Arcel)                            | István Szabó              |
| 2005 | Vai e vivrai di Radu Mihaileanu         | Bent Hamer (Factotum)                             | Lili Taylor (Factotum)                            | Ion Fiscuteanu (La morte del signor Lazarescu) | Radu Mihăileanu (Vai e vivrai)         | Gyula Pados (Senza destino)             | Yasmine Kassari (The Sleeping Child)      | Harry's Daughters (Richard Hobert)                     | Costa-Gavras Nicolas Roeg |
| 2006 | A Est di Bucarest di Corneliu Porumboiu | Kim Rossi Stuart (Anche libero va bene)           | Heidrun Bartholomäus (Happy as One)               | Ulrich Mühe (Le vite degli altri)              | Corneliu Porumboiu (A Est di Bucarest) | Stefano Falivene (Anche libero va bene) | Valeska Grisebach (Desiderio)             | Le vite degli altri (Florian Henckel von Donnersmarck) | Henning Carlsen           |

## Altri premi

### 2003
Gran Premio Speciale della Giuria
Rithy Panh (s21: La macchina di morte dei Khmer rossi)
Premio speciale della giuria
Sylvain Chomet (Appuntamento a Belleville)

### 2004
Premio speciale della giuria
Nina Šubina e Anna Ovsjannikova (Babusja)
Premio speciale alla carriera
Abbas Kiarostami
Premio Hans Morten (70.000 Euro)
Mette Heeno

### 2005
Gran Premio della Giuria
La morte del signor Lazarescu (Cristi Puiu)
Premio onorario
Nils Malmrös 
Emiro Kusturica